# Afrikanisches Paralympisches Komitee
Das Afrikanische Paralympische Komitee (englisch African Paralympic Committee, APC) ist der Dachverband der paralympischen Bewegung und des Behindertensports auf dem afrikanischen Kontinent. Der Hauptsitz des Komitees befindet sich in Accra, der Hauptstadt Ghanas.

## Geschichte
1987 wurde die African Sports Confederation of Disabled (ASCOD) gegründet, deren Hauptsitz sich bis 2010 in Kairo befand. Im Dezember 2001 wurde die Umbenennung in African Paralympic Committee (APC) beschlossen. Erster Präsident der ASCOD bzw. des APC war von 1987 bis 2010 der Ägypter Nabil Salem. Ihm folgte von 2010 bis 31. Oktober 2021 Leonel da Rocha Pinto aus Angola, wodurch sich auch der Hauptsitz nach Luanda verlagerte.

## Organisation

### Vorstand

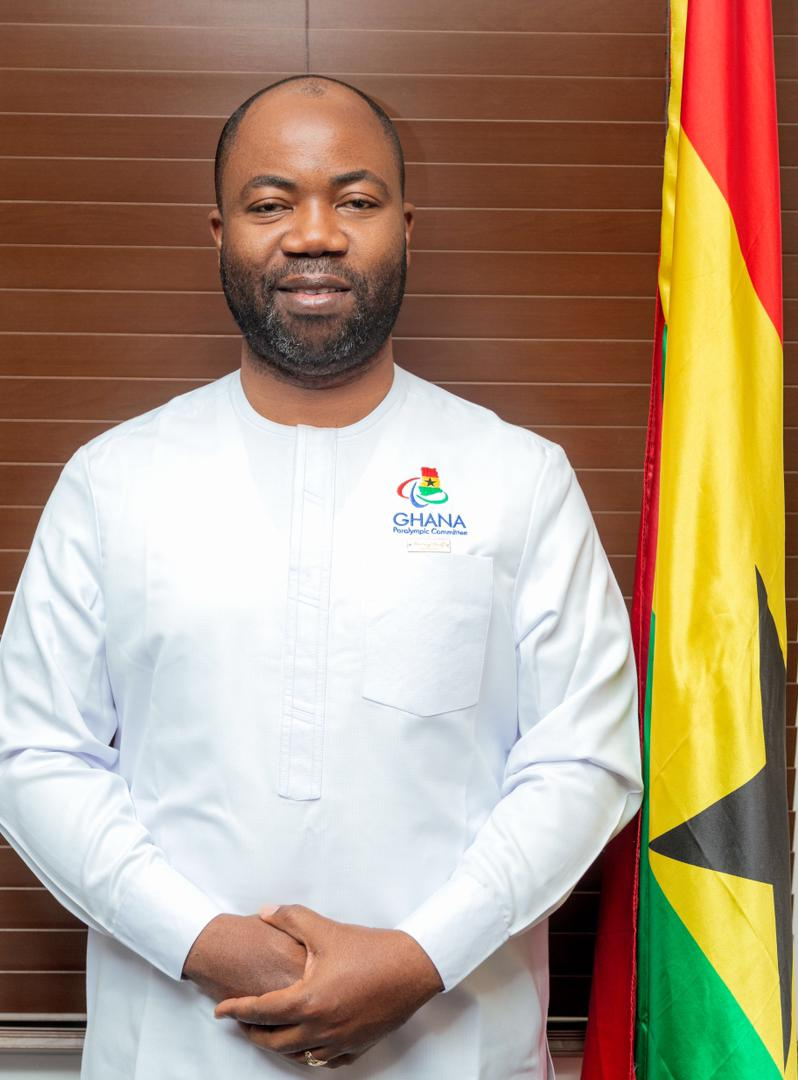
Samson Deen – der Ghanaer ist seit Oktober 2021 Präsident des Komitees

Der Vorstand des APC setzt sich aus elf Mitgliedern zusammen, die alle vier Jahre bei einer Generalversammlung gewählt werden: Ein Präsident, zwei Vizepräsidenten, ein Generalsekretär, ein Schatzmeister, vier Sprachvertretern für Arabisch, Englisch, Französisch und Portugiesisch, ein Athletenvertreter und ein IPC-Verwaltungsratsmitglied. Sie dürfen jeweils maximal drei Amtszeiten bestreiten.
Bei der Generalversammlung im Oktober 2021 in Marokko wurde Samson Deen zum neuen Präsidenten gewählt. Vizepräsidenten wurden die Ägypterin Hayat Khattab und der Kapverdier Rodrigo Bejarano, Generalsekretär wurde Celestin Nzeyimana aus Ruanda und Schatzmeister Khaled Raebi aus Libyen. Die vier Sprachvertreter sind Brahim Amin (Arabisch), Limpho Rakoto (Englisch),  Jean-Marie Malepa (Französisch) und Jalima da Cunha Oliviera (Portugiesisch). Athletenvertreterin ist Najwa Awane und IPC-Verwaltungsratsmitglied Debra Alexander.

### Mitgliedsstaaten
Das APC setzt sich aus 48 Nationalen Paralympischen Komitees zusammen, die sich in sieben Zonen gruppieren:
- Westafrika-Zone A
- Westafrika-Zone B
- Ostafrika-Zone A
- Ostafrika-Zone B
- Zentralafrika-Zone
- Nordafrika-Zone
- Südafrika-Zone

| Nation                       | IOC-Code | Nationales Paralympisches Komitee                                     | Gegründet    |
| ---------------------------- | -------- | --------------------------------------------------------------------- | ------------ |
| Algerien                     | ALG      | Algerian National Paralympic Committee                                |              |
| Angola                       | ANG      | Comite Paralímpico Angolano                                           |              |
| Benin                        | BEN      | Federation Handisport du Benin-Comité National Paralympique           |              |
| Botswana                     | BOT      | Paralympic Association of Botswana                                    | 2000         |
| Burkina Faso                 | BUR      | National Paralympic Committee Burkina Faso                            |              |
| Burundi                      | BDI      | Comité Paralympique du Burundi                                        | 1996         |
| Kamerun                      | CMR      | Cameroonian National Paralympic Committee                             |              |
| Kap Verde                    | CPV      | Comité Desportivo Caboverdiano para Deficientes                       |              |
| Zentralafrikanische Republik | CAF      | Comité National Paralympique Centrafricain                            |              |
| Komoren                      | COM      | National Paralympic Committee of Comoros                              |              |
| Republik Kongo               | CGO      | Comité National Paralympique Congolais                                |              |
| Elfenbeinküste               | CIV      | Fédération Ivoirienne des Sports Paralympiques                        |              |
| Demokratische Republik Kongo | COD      | National Paralympic Committee of the Democratic Republic of the Congo |              |
| Ägypten                      | EGY      | Egyptian Paralympic Committee                                         |              |
| Äthiopien                    | ETH      | Ethiopian Paralympic Committee                                        |              |
| Gabun                        | GAB      | Federation Gabonaise Omnisports pour Paralympique pour Handicapées    |              |
| Gambia                       | GAM      | Gambia Association of the Physically Disabled                         |              |
| Ghana                        | GHA      | National Paralympic Committee of Ghana                                |              |
| Guinea                       | GUI      | Guinea Paralympic Committee                                           |              |
| Guinea-Bissau                | GBS      | Guinea-Bissau Federation of Sports for the Disabled                   |              |
| Kenia                        | KEN      | Kenya National Paralympic Committee                                   |              |
| Lesotho                      | LES      | National Paralympic Committee of Lesotho                              |              |
| Liberia                      | LBR      | Liberia National Paralympic Committee                                 |              |
| Libyen                       | LBA      | Libyan Paralympic Committee                                           |              |
| Madagaskar                   | MAD      | Fédération Malagasy Handisport                                        |              |
| Malawi                       | MWI      | Malawi Paralympic Committee                                           |              |
| Mali                         | MLI      | National Paralympic Committee of Mali                                 |              |
| Mauretanien                  | MTN      | National Paralympic Committee of Mauritania                           |              |
| Mauritius                    | MRI      | Mauritius National Paralympic Committee                               |              |
| Marokko                      | MAR      | Royal Moroccan Federation of Sports for Disabled                      |              |
| Mosambik                     | MOZ      | Paralympic Committee Mozambique                                       |              |
| Namibia                      | NAM      | Namibia National Paralympic Committee                                 |              |
| Niger                        | NIG      | Fédération Nigérienne des Sports Paralympiques                        |              |
| Nigeria                      | NGR      | Nigeria Paralympic Committee                                          |              |
| Ruanda                       | RWA      | National Paralympic Committee of Rwanda                               | 1. Nov. 2001 |
| São Tomé und Príncipe        | STP      | National Paralympic Committee of São Tomé e Principe                  |              |
| Senegal                      | SEN      | Comité National Provisoire Handisport et Paralympique Sénégalais      |              |
| Seychellen                   | SEY      | Paralympic Association of Seychelles                                  |              |
| Sierra Leone                 | SLE      | Sierra Leone Paralympic Committee                                     |              |
| Somalia                      | SOM      | Somali Paralympic Committee                                           |              |
| Südafrika                    | RSA      | South African Sports Confederation and Olympic Committee              |              |
| Sudan                        | SUD      | Sudan National Paralympic Committee                                   |              |
| Tansania                     | TAN      | Tanzania Paralympic Committee                                         |              |
| Togo                         | TOG      | Federation Togolaise de Sports pour Personnes Handicapees             |              |
| Tunesien                     | TUN      | Tunisian Paralympic Committee                                         |              |
| Uganda                       | UGA      | Uganda National Paralympic Committee                                  |              |
| Sambia                       | ZAM      | National Paralympic Committee of Zambia                               |              |
| Simbabwe                     | ZIM      | Zimbabwe National Paralympic Committee                                |              |

## Veranstaltungen
Im September 2023 wurden erstmals Para-Afrikaspiele abgehalten. Die Spiele fanden in Accra, Ghana statt.